# Bandy aux Jeux olympiques d'hiver de 1952
Le bandy est le seul sport de démonstration présent au programme olympique officiel des Jeux olympiques d'hiver de 1952. Il s'agit de la première compétition internationale de bandy, la Fédération internationale de bandy ayant été créée seulement trois ans après ces Jeux.
La compétition, uniquement masculine, s'est déroulée du 20 au 23 février 1952 à Oslo, la capitale norvégienne. Trois pays scandinaves engagent une équipe dans la compétition, la Norvège, la Suède et la Finlande.
Les trois équipes disputent un tournoi toutes rondes, les équipes se rencontrant une seule fois. Une victoire vaut deux points, une défaite 0 point. L'équipe terminant première à l'issue du tournoi, la Suède, est vainqueur de la compétition.

## Classement final
Le bandy étant un sport de démonstration, les médailles ne sont pas décomptées par le Comité international olympique.
| Rang               | Équipe   |
| ------------------ | -------- |
| Médaille d'or      | Suède    |
| Médaille d'argent  | Norvège  |
| Médaille de bronze | Finlande |

## Compétition
| Rang | Équipe   | Pts | J | G | N | P | Bp | Bc | Diff |
| ---- | -------- | --- | - | - | - | - | -- | -- | ---- |
| 1    | Suède    | 2   | 2 | 1 | 0 | 1 | 5  | 2  | +3   |
| 2    | Norvège  | 2   | 2 | 1 | 0 | 1 | 4  | 4  | 0    |
| 3    | Finlande | 2   | 2 | 1 | 0 | 1 | 3  | 6  | -3   |

| Date            | Équipe 1 | Résultat | Équipe 2 |
| --------------- | -------- | -------- | -------- |
| 20 février 1952 | Finlande | 3 - 2    | Norvège  |
| 21 février 1952 | Norvège  | 2 - 1    | Suède    |
| 23 février 1952 | Suède    | 4 - 0    | Finlande |

## Sources
- [PDF] (en + no) Organising Committee for the VI Winter Olympic Games, Olympic Winter Games Oslo 1952, Oslo, Norvège, 1952 (lire en ligne)
- (sv) « Även bandyn har varit olympisk », sur iof1.idrottonline.se (consulté le 26 janvier 2012)